# Nederlands in Suriname
Het Nederlands in Suriname is een erfenis uit de koloniale tijd van Suriname. Het Nederlands is de officiële landstaal en de moedertaal van meer dan 60 % van de bevolking. Een andere grote taal is het Sranantongo dat samen met het Nederlands de lingua franca is tussen de verschillende bevolkingsgroepen die ieder een eigen taal hebben. Sinds 2004 is Suriname geassocieerd lid van de Taalunie.
Vrijwel alle Surinamers beheersen ten minste twee talen, de taal van hun afkomst en het Nederlands en ook vaak het Sranan. Surinamers zijn trots op het Nederlands en op hun eigen variant ervan, het Surinaams-Nederlands. Zo heeft Suriname in 2008 bij de oprichting van de Unie van Zuid-Amerikaanse Naties met succes geëist dat Nederlands, naast Spaans, Engels en Portugees, een van de officiële werktalen werd. Dit is een unicum op het westelijk halfrond, waar Spaans en Engels domineren.

## Geschiedenis
Het Nederlands deed zijn intrede in Suriname toen Paramaribo en de omgeving van Nieuw-Amsterdam een Nederlandse kolonie werden. Na het verlies van Nieuw-Nederland werd heel Suriname een Nederlandse kolonie (ook het buurland Guyana en een poosje Frans-Guyana waren Nederlands, zie Nederlands-Guiana). Het Nederlands werd steeds meer de omgangstaal tussen de plaatselijke bevolking (inheemse Surinamers), de Nederlandse gezaghebbers en de slaven (Afro-Surinamers). In 1876 werd het Nederlands officieel als schooltaal ingevoerd.
Na de komst van de Hindostaanse en de Javaanse contractarbeiders aan het einde van de negentiende eeuw werd het Nederlands door deze bevolkingsgroepen opgepikt.

## Surinaams-Nederlands
Suriname heeft nu zijn eigen variëteit van het Nederlands, het Surinaams-Nederlands. Dit mag niet gekenschetst worden als een gebrekkig Standaardnederlands, maar is een volwaardige variant van het Nederlands, zoals het Belgisch-Nederlands en het Nederlands-Nederlands dat ook zijn. Wel vertoont ze een grote beïnvloeding door andere in Suriname gesproken talen.
Het Surinaams-Nederlands verschilt op meerdere domeinen van het Standaardnederlands. Qua uitspraak is vooral de bilabiale w bekend. Qua woordenschat kent het Surinaams-Nederlands een groot aantal leenwoorden en -vertalingen uit andere in Suriname gesproken talen, vooral uit het Sranan. Daarnaast kent het echter ook enkele eigen creaties en heeft sommige woorden behouden die in het Europees-Nederlands verloren zijn gegaan. Ook de grammatica is licht verschillend. Zo zijn sommige lid- en verwijswoorden anders en hebben de hulpwerkwoorden gaan en komen andere functies dan in het Europees Nederlands. Zelfs de woordvolgorde is soms anders.
Bijna alle inwoners van Suriname die het Nederlands machtig zijn spreken Surinaams-Nederlands en de Surinamers zijn ook trots op hun eigen variëteit. Officieel wordt de variant echter nog niet erkend. Op scholen wordt er wel gebruik gemaakt van het Surinaams-Nederlands alsook het Europees-Nederlands.

## Wettelijke taalregulering
Suriname kent geen taalwet. Wel staan er opmerkingen over taal in andere wetten: de Veiligheidswet (1947), het Wetboek van Burgerlijke Rechtsvordering (1935), het Burgerlijk Wetboek (1859), de Wet Coöperatieve Verenigingen 1944. In de Grondwet van 1987 staat:
Artikel 8
2) Niemand mag op grond van zijn geboorte, geslacht, ras, taal, godsdienst, afkomst, educatie, politieke overtuiging, economische positie of sociale omstandigheden of enige andere status gediscrimineerd worden.
Anders gezegd de officiële taal van de voormalige kolonie, het Nederlands, wordt niet in de Grondwet vastgelegd. Volksvertegenwoordigers in De Nationale Assemblée drukken zich echter bijna altijd in het Nederlands, een enkele maal in het Sranantongo, maar de wetten worden enkel in het Nederlands uitgewerkt en gepubliceerd. In de jurisprudentie van rechtbanken komen echter wel Surinaams-Nederlandse taalelementen voor.

## De taal van de rechtbanken
In de rechtbanken bepaalt alleen de wet betreffende de oprichting van de advocaatwet (2004) welke taal moet worden gebruikt.
Artikel 27
1) Bij de uitoefening van de beroepswerkzaamheden betreffende de vertegenwoordiging en de verdediging van een cliënt in rechte, moet een bezoekende advocaat samenwerken met een in Suriname ingeschreven advocaat, hierna te noemen de samenwerkende advocaat.
5) De rechter die de leiding heeft van de terechtzitting kan bezoekende advocaten toestaan zich van een andere taal te bedienen dan de Nederlandse, indien hij van mening is dat daardoor een goede rechtsbedeling niet wordt geschaad; hij stelt daarbij als voorwaarde dat van een tolk gebruik wordt gemaakt.
Dit betekent dat het Nederlands de taal van de rechtspraak is. In de praktijk worden de meeste talen van het land mondeling gebruikt, waaronder Nederlands, Sranantongo, Sarnami en Surinaams-Javaans. Toch oordelen rechters alleen in het Nederlands en de juridische documenten zijn alleen daarin geredigeerd en beschikbaar.
De wet tot vaststelling van de burgerlijke rechtsvordering (1935) is nog steeds geldend en daarmee is het mogelijk dat de rechtbank iemand machtigt om een andere taal te hanteren mits een Nederlandse vertaling beschikbaar komt:
Artikel 312c
2) De kantonrechter kan legalisatie van het afschrift van de beslissing of de authentieke akte en van de overige in het eerste lid bedoelde stukken verlangen.
Hij kan tevens eisen, dat de beslissing of de authentieke akte en de overige overgelegde stukken worden vertaald in het Nederlands, en dat deze vertaling voor eensluidend wordt verklaard, hetzij door een in Suriname toegelaten beëdigde vertaler, hetzij door een beëdigde vertaler toegelaten in het land waar de beslissing of de authentieke akte is gegeven of verleden, hetzij door de diplomatieke of consulaire vertegenwoordiger van bedoeld land in Suriname.

## De talen van de overheid
Binnen het overheidsapparaat wordt zowel Nederlands als Sranantongo gebruikt, echter praktisch uitsluitend in de mondelinge communicatie. De officiële documenten van de verschillende ministeriële afdelingen zijn alleen in het Nederlands geschreven.
Artikel 1613 j
1) Een door de werkgever vastgesteld reglement is voor de werknemer slechts verbindend, indien het in de Nederlandse taal is vastgesteld en indien de werknemer schriftelijk heeft verklaard zich met dat reglement te verenigen en indien tevens is voldaan aan de navolgende vereisten:
1°. dat een volledig exemplaar van het reglement kosteloos door of vanwege de werkgever aan de werknemer is verstrekt;
2°. dat door of vanwege de werkgever een door deze ondertekend volledig exemplaar van het reglement ter inzage voor een ieder is nedergelegd ter griffie van de Kantonrechter, binnen welks rechtsgebied de onderneming, in welke het reglement geldt, gevestigd is;
3°. dat een volledig exemplaar van het reglement op een voor de werknemer gemakkelijk toegankelijke plaats, zo mogelijk in het arbeidslokaal, zodanig opgehangen is en blijft, dat het duidelijk leesbaar is.
Weinig wetsteksten geven het specifieke gebruik van een taal in een bijzondere situatie. Artikel 1613j van het Burgerlijk Wetboek (Burgerlijk Wetboek) 1859, nog altijd rechtsgeldig. Dit artikel bepaalt dat een werkgever die regelgeving heeft ontwikkeld voor zijn medewerkers, dit in het Nederlands moet kenbaar maken aan zijn medewerkers, op straffe van nietigheid:
4) Elk beding, strijdig met enige bepaling van dit artikel, is nietig.
De officiële status van het Nederlands ligt dus ook wettelijk vast, het gebruik ervan is verplicht in juridische zin, al zijn er situaties mogelijk waarin een andere taal wordt gebruikt.